# Falko Bries
Falko Bries (* 11. Juli 1963 in Bremen) ist ein deutscher Politiker (SPD) und seit 2023 Mitglied der Bremischen Bürgerschaft.

## Biografie

### Familie, Ausbildung, Beruf
Bries absolvierte von 1970 bis 1980 die Grundschule und dann das Schulzentrum an der Flämischen Straße. Von 1980 bis 1983 machte er (wie sein Vater) eine Ausbildung zum Zentralheizung- und Lüftungsbauer und war dann von 1983 bis 1985 als Monteur tätig sowie von 1985 bis 1996 bei Mercedes-Benz in Bremen als Bandarbeiter.
Seit 1996 bis 2023 ist er als Schulhausmeister an der Roland zu Bremen Oberschule (Ehemals Schulzentrum an der Flämischen Straße) tätig.
Er wohnt in Bremen-Huchting und hat einen Sohn.

### Politik
Bries ist seit 1999 Mitglied im SPD-Ortsverein Huchting-Grolland und seit 2011 Mitglied im Vorstand des OVs. Seit 2005 ist er Unterbezirks- und Landesdelegierter der SPD Bremen.
Er war von 1999 bis Juni 2023 Mitglied des Beirats Huchting, zunächst bis 2000 als Sachkundiger Bürger im Ausschuss Gesellschaft und Soziales, dann als Beiratsmitglied und von 2004 bis 2011 Sprecher des Ausschusses Gesellschaft und Soziales sowie in anderen Ausschüssen. Von 2015 bis 2023 war er Beiratssprecher und Sprecher im Ausschuss Kinder, Bildung und Sport. 2009 gehörte er zum nicht ständigen Ausschuss zur Gründung eines Jugendbeirates, in dem Jugendliche seitdem einen Jugendbeirat in Huchting wählen. Im Ortsteil sprach er sich für den Erhalt der Buslinien 57 und 58 aus und gegen die Straßenbahnverlängerungen der Linien 1 und 8 der Straßenbahn Bremen. Seit 2019 wirkt er in der Deputation für Inneres der Bremischen Bürgerschaft.
Bries wurde 2023 mit 1479 Personenstimmen zum Mitglied der 21. Bremischen Bürgerschaft gewählt.
Er ist aktuell Sprecher für Bildung der SPD-Fraktion. 

### Weitere Mitgliedschaften
- Mitglied in der Gewerkschaft (ÖTV/Verdi) seit 1985
- Jugendtrainer von 1991 bis 2011 und von 2008 bis 2010 Jugendleiter beim FC Huchting
- Personalrat Schulen und Vertrauensleutesprecher der Bremer Schulhausmeister von 1997 bis 2000
- Personalrat GTM/Immobilien Bremen von 2001 bis 2011